# Per Eklund (piloto)
Per Eklund (Skönnerud, Suécia, 21 de junho de 1946) é um piloto sueco de rali e ralicross. Foi campeão de ralicross europeu em 1999 com a Saab e campeão de ralicross sueco em 2004.